# جزمة امتطاء
جزمة الامتطاء هي جزمة مصنوعة لاستخدامها في ركوب الخيل. تأتي الجزمة الكلاسيكية مرتفعة الساق بما يكفي لمنع جلود السرج من الضغط على ساق الفارس، ولها أنف قوي لحماية قدم الفارس عندما يكون على الأرض، ولها كعب مميز لمنع انزلاق القدم من الرِّكاب. النعل أملس أو ذو نسيج خفيف لتجنب الوقوع على مداس الرِّكاب في حالة السقوط.
جزمة الامتطاء الحديثة ذات كعب منخفض نسبياً، الكعب يقل عن بوصة واحدة، على الرغم من أن الكعب العالي كان شائعاً تاريخياً، حيث كان دائماً مهماً للغاية في جزمات الامتطاء لمنع انزلاق القدم من الرِكاب. اليوم، فقط بعض أنماط جزمة راعي البقر تحتفظ بكعب أعلى من جزمات الامتطاء الحديثة الأخرى.

## التصاميم الإنجليزية
الجزمة الرسمية: لا تحتوي على جلد عند الكاحل، وتكون أكثر صلابة بشكل عام. ترتدى من قبل فرسان الترويض، والعاملين في الأحداث في مرحلة الترويض، وفي صيد الثعالب. وترتدى من قبل الفرسان في قفز الحواجز. الجزمة الرسمية هي تقليدياً سوداء اللون.

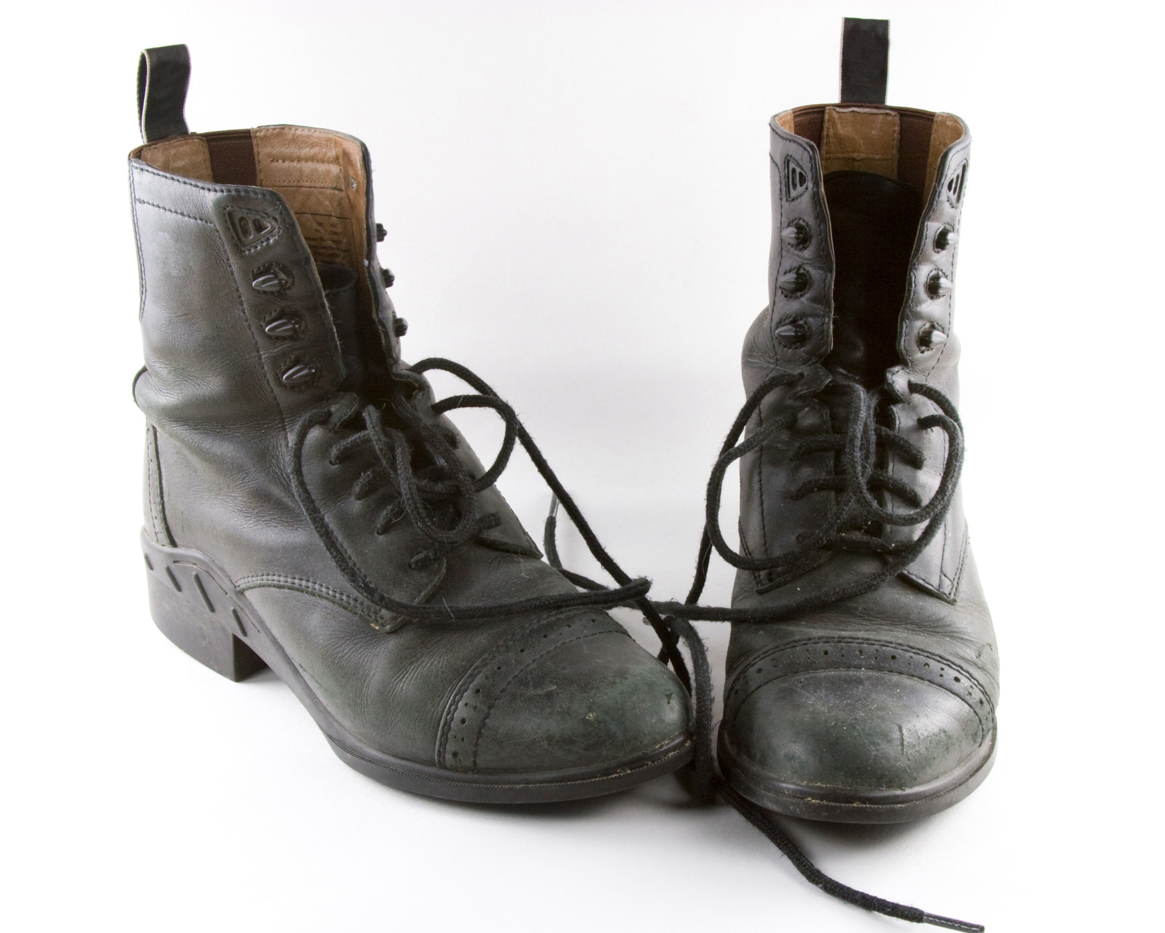
جزمة جلدية سوداء.

جزمة الصيد، أو الجزمة الطويلة: مثل الجزمة الرسمية، إلا أنها تحتوي على كفة في الأعلى. عادة ما تكون الجزمة سوداء اللون، مع كفة سمراء (تقليدية للفرسان الذكور). إنها مناسبة لصيد الثعالب.

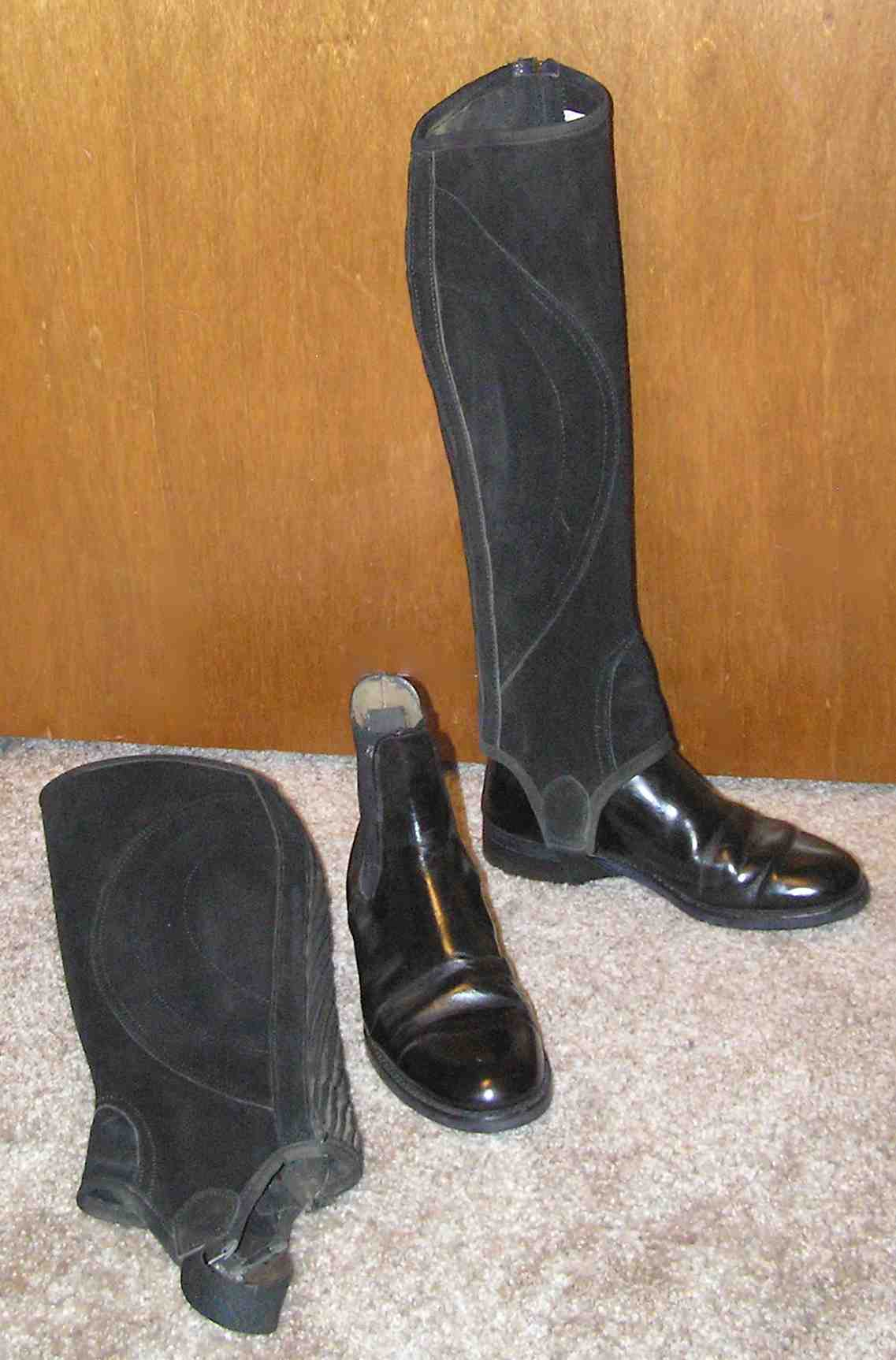
جزمة صيد.